# Jackó van ‘t Hof
Jackó van ‘t Hof is een Nederlandse cameraman, filmmaker en cinematograaf.
Naast vele documentaires filmde Van 't Hof voor series als Grensland en Onze man in Teheran. Hij deed het camerawerk van onder andere Onze Man bij de Taliban, De Tranen van Tito, Ersin in Wonderland, de Keuringsdienst van Waarde maar ook van de Nipkowschijf-winnende series O'Hanlons Helden en Brieven uit Andalusië. 
Van ’t Hof deed camerawerk voor diverse VPRO-series als Langs de grenzen van Turkije (Doke Romeijn en Stefanie de Brouwer, 2011), Onze Man in Teheran (Roel van Broekhoven, 2014) en Grensland (Alexander Oey en Jelle Brandt Corstius, 2015). 
Van ’t Hof is getrouwd met cabaretière Sanne Wallis de Vries. Samen hebben ze twee dochters.

## Erkenning
In 2023 kreeg hij voor de VPRO-serie Dokter Ruben De Tegel 2023 in de categorie Storimans. In het juryrapport stond: "Het lukt hem als geen ander om intiem en dichtbij de mensen te filmen. Dat maakt het ergens spannend: je aanschouwt als kijker gesprekken en scėnes waar je misschien wel helemaal niet bij had mogen zijn. Hoofdpersoon in de serie is Ruben Terlou, ooit opgeleid tot artsdie in zeven landen moedige doorzetters in de gezondheidszorg ontmoet. Zij hebben te maken met de kwaal, maar ook de ziekmakende omstandigheden zoals armoede, ongelijkheid, vervuiling en onveiligheid."

## Prijzen
- De Tegel 2023 (Storimans)

## Filmografie (selectie)
- State of Hate (2024)
- Indonesia roept (2023)
- Toms Schotland (2022)
- De tranen van Tito (2021-2022)
- In Europa, de geschiedenis op heterdaad betrapt (2019-2020)
- Brieven uit Andalusië (2019)
- Ersin in Wonderland (2017-2019)
- Onze man in Teheran (2015-2018)
- De volmaakte mens (2015)
- Dwars door Afrika (2014)
- VPRO Tegenlicht (2012-2023)
- De Gouden eeuw (2012-2013)
- In Turkije (2011)
- Scena del crimine (2010)
- Dutch design Fashion Architecture (2009)
- Beyond the game (2008)
- In Europa (2 afleveringen) (2007)
- Beautiful in Beaufort-Wes (2006)
- De terrorist Hans-Joachim Klein (2005)
- Euro Islam According to Tariq Ramadan (2005)
- Keuringsdienst van Waarde (2003-2004)
- ASH World Wide Suicide (2002)
- De droom van de beer (2000)
- DNW (1999)
- Temmink: The Ultimate Fight (1998)
- Madelief: Met de poppen gooien (1994)